# Up Out My Face (singel Mariah Carey)
Up Out My Face – duet Mariah Carey i Nicki Minaj. Pierwszy singel promujący album Angels Advocate.